# 공산주의자동맹 적군파에게서 일제타도를 뜻하는 모든 사람들에게
「공산주의자동맹 적군파에게서 일제타도를 뜻하는 모든 사람들에게」(일본어: 共産主義者同盟赤軍派より日帝打倒を志すすべての人々へ 쿄산슈기샤도메이세키군하요리닛테이다토오코코로자스스베테노히토비토헤[*])란 일본 신좌파 정파 중 하나인 공산주의자동맹 적군파의 활동가로서 지명수배 중이었던 우메나이 쓰네오가 작성해 기고한 수기다.
1972년 5월 10일, 『영화비평』(映画批評)지에 기고한 수기로, 분량이 약 6만 자에 이르는 방대한 글이다. 당시 신좌파들 사이에 만연해 있던 반일사상(궁민혁명론・반일망국론・일본원주민론 등)의 이론형성에 기여한 문건으로, 같은 해 12월 이 문건의 영향을 받아 동아시아반일무장전선이 결성되었다.
수기 끝에 「1972년 4월 16일」이라고 날짜가 기록되어 있으며, 이것이 우메나이가 실종되기 전 마지막 소식이 되었다. 오오타 류 등이 이 문건을 읽고 동지로서 의기투합하자고 제의했지만, 우메나이의 응답은 없었고 이후 우메나이는 현재까지도 생사불명 상태다.